# Pararge festai
Pararge festai är en fjärilsart som beskrevs av Turati 1925. Pararge festai ingår i släktet Pararge och familjen praktfjärilar. Inga underarter finns listade i Catalogue of Life.